# お台場オトナPARK
お台場オトナPARK（おだいばオトナパーク）は、フジテレビジョンが毎年秋に主催し、東京・台場のフジテレビ本社ビルで開催されていたイベントで、2007年から2009年まで毎年11月下旬に開催された。正式名称は『お台場オトナPARK〜素敵な大人の○DAYS〜』（○には日数が入る）。

## 概要
フジテレビではこれまで毎年数回、東京・代々木の国立代々木競技場、台場のフジテレビ本社ビルおよび周辺にて主催イベントを開催。これまでの同局主催によるイベントは夏の『お台場冒険王』（2003年～2008年、現お台場合衆国）をはじめとする、主に若者やファミリーに向けたイベントが主流だったが、この『お台場オトナPARK』は、全国で800万人を超える団塊の世代が大量定年を迎えるといわれた2007年、これまでのものとは違い、大人が楽しめる新しいイベントとして企画された。
フジテレビ主催では初の大人向けイベントで、また初めて秋に開催したイベントでもある。第1回は2007年11月23日～25日の3日間にわたって開催された。
このイベントのテーマは『オトナの学園祭』で、楽・学・食・旅をコンセプトに、大人が楽しめる企画・展示・ライブなどで構成。コンセプトは2007年の第1回から「オトナを楽しむ」としてきたが、2009年には「オトナと楽しむ!」へと発展した。
総合プロデューサーは、小倉智昭が2007年から一貫して務めた。
開催2～3週間前から最終日午前まで、小倉が出演するTVCMがフジテレビで一日数本程度放送され、2回目まで小倉は学生服姿で登場していたが、3回目となった2009年は、イメージソングに使用されたビー・ジーズの「ステイン・アライヴ」に乗せて小倉が「サタデーナイトフィーバー」よろしくディスコダンスを披露するCMが放送された。
2008年までは3日間だけ開催されていたが、2009年には最長の4日間（11月20日～11月23日）開催され、入場者数152,483人を記録した。
なお、2009年をもって開催は終了したが、2010年度より、同じフジテレビ主催によるイベントで『ふるさと祭り東京 〜日本のまつり・故郷の味〜』（毎年1月、東京ドームで開催）において、本イベントで総合プロデューサーを務めた小倉がスペシャルプロデューサーを務めている。

## 期間・来場者数
- 2007年：11月23日～11月25日（3日間）
- 2008年：11月22日～11月24日（3日間）、137,641人
- 2009年：11月20日～11月23日（4日間）、152,483人

## 入場料金
- 25F球体展望室「はちたま」・22Ｆフォーラム入場券
  - 一般　1,000円
  - 小中学生　800円

## 主なブース・イベント
（☆は有料）

### 2008年
25階 球体展望室 はちたま
- ☆懐かしい昭和の街を再現

24階 コリドール
- 「そうだ 京都、行こう。」京の冬の旅ストリート（JR東海提供）

22階 フォーラム
- ☆小倉智昭 趣味の世界

22階 ホワイエ
- 資生堂エリクシール・プリオール〜肌と笑顔の研究室〜
- キャロウェイゴルフパーク

7階 屋上庭園
- コープデリ
- nagomi-NATULURE
- 呼子萬坊 いかしゅうまい
- ロゼッタストーン・ジャパン
- 絶景日本の待ち歩き ウォーキングプラス

3階 スクエア
- Deco's Dog Cafe in Odaiba

1～7階 チューブエスカレーター
- 裁判員制度

1階広場 オトナランド&マーケット
- タマホームHAPPY TREE
- スカルプDpresentsこだわる大人のアンチエイジング
- NISSAN FEEL THE SEASON 秋
- オトナの旅ストリート
  - 花畑牧場（生キャラメルの販売）
  - JTB（岩手、宮城、沖縄の観光情報、オーストラリア世界遺産情報）
  - 静岡市（特産品の販売）
  - フィリピン政府観光省

1階 オフィスタワーエントランス
- フジテレビが選ぶ!全国駅弁まつり
- FOOD ACTION NIPPON

1階 シアターモール
- 深呼吸倶楽部×早乙女太一
- VAIO Blu-ray SQUARE
- 歌声喫茶ふじ×愛と青春の宝塚～恋よりも生命よりも～

マルチシアター
- これからはじめる!オトナセミナー

### 2009年
25階 球体展望室 はちたま
- ☆はちたまおもちゃPARK

24階 コリドール
- 「探そう!ニッポン人の忘れもの」作文ストリート
- オトナ流DVDストリート〜オトナの為のセレクション〜

22階 フォーラム
- ☆小倉智昭 趣味の世界・リターンズ!!

7階 屋上庭園
- お台場駅弁ストリート
- Windows 7カフェ
- JAみっかび（みかんの配布）
- 下関海峡新感鮮×世界一品
- いいひざ神社（ゼリア新薬提供）
- セシールのうどん屋さん（日の出製麺所（讃岐うどん））
- セガサミーグループ
- ディノス

3階 スクエア
- スコッチブライトセルロースクロス
- セシールPlump shop
- 全麺革命!日清のどん兵衛試食キャラバン

3階 大階段
- アクアシティお台場リニューアル大階段イベント

1～7階 チューブエスカレーター
- 深呼吸倶楽部[3]

1階 広場
- おおいた歴史の街並み散歩（大分県）
- 旬未満載!しずおかし（静岡市）
- スカルプDレディース
- ショップチャンネル（公開生放送）
- 東京DOGSケータリングカー（ホットドッグを販売）
- あったらいいな!旅のアイテム
- 山東省（観光紹介、中国茶やワインの試飲）
- 信州探訪 御柱祭・小宮祭
- 全国乳業協同組合連合会
- マルコメ「液みそ」
- ビー・ジーズ

1階 オフィスタワーエントランス
- お台場碁番街

シアターモール
- オトナの沖縄体験館
  - うちなー食堂
- ツムラ漢方プラザ
- お台場ぐるなびカフェ

マルチシアター
- これからはじめる!オトナセミナー - フジテレビアナウンサーやタレント、文化人らが講師として出演。もちろんプロデューサーの小倉智昭も出演した。

### 特設ステージ
- 集まれ!!オトナバンドコンテスト（第2回、3回のグランプリ受賞はChisatoCCB - ウェイバックマシン（2005年3月9日アーカイブ分）という女性ボーカルバンド）

ほか

### サテライトイベント
- THE GOLDEN CUPS G.S.SUPER UNIT LIVE SPECIAL 2008（2008年11月28日、東京ドームシティJCBホール）
- お台場フラワーフェスティバル（2009年11月22日・23日、ホテル日航東京）[4]

## イメージソング
| 年     | 曲名                                 | 歌手                                         |
| ------ | ------------------------------------ | -------------------------------------------- |
| 2007年 | この節の 加筆 が望まれています。     |                                              |
| 2008年 | 恋よりも生命よりも～愛と青春の宝塚～ | T4（紫吹淳、湖月わたる、彩輝なお、貴城けい） |
| 2009年 | ステイン・アライヴ                   | ビー・ジーズ                                 |
| [icon] | この節の加筆が望まれています。       |                                              |

## その他
- 本イベント開催と同時に2008年11月22日・23日の2日間、宮城県仙台市にて「とうほくオトナPARK」（仙台放送主催）というイベントも開催された。